# Linxiang (Lincang)

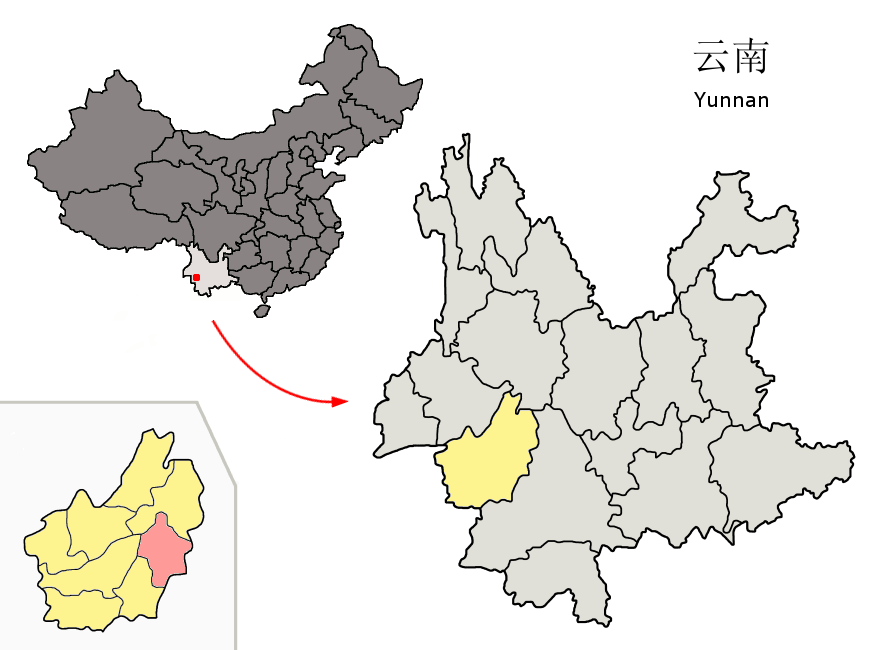
Lage des Kreises Linxiang (rosa) in Lincang (gelb)

Der Stadtbezirk  Linxiang (临翔区,  Línxiáng Qū) ist ein Stadtbezirk in der chinesischen Provinz Yunnan. Er gehört zum Verwaltungsgebiet der bezirksfreien Stadt Lincang. Linxiang hat eine Fläche von 2.561 Quadratkilometern und zählt 370.947 Einwohner (Stand: Zensus 2020). Regierungssitz ist das Straßenviertel Fengxiang 风翔街道.

## Administrative Gliederung
Auf Gemeindeebene setzt sich der Kreis aus zwei Straßenvierteln, einer Großgemeinde und sieben Gemeinden (davon zwei Nationalitätengemeinden) zusammen. Diese sind: 
- Straßenviertel Fengxiang 风翔街道
- Straßenviertel Mangpan 忙畔街道

- Großgemeinde Boshang 博尚镇

- Gemeinde Nanmei der Lahu 南美拉祜族乡
- Gemeinde Mayidui 蚂蚁堆乡
- Gemeinde Zhangtuo 章驮乡
- Gemeinde Quannei 圈内乡
- Gemeinde Matai 马台乡
- Gemeinde Bangdong 邦东乡
- Gemeinde Pingcun der Yi und Dai 平村彝族傣族乡